# Bornweggraben
Der Bornweggraben ist ein (insgesamt) ca. 650 Meter langer Graben in Hamburg-Niendorf.
Er ist in zwei Abschnitte geteilt, welche beide in Regenwassersiele (R-Siele) münden. Der Graben gehört zum Einzugsgebiet der Tarpenbek.

## Verlauf
Der Erste Teil beginnt am Vogt-Cordes-Damm, verläuft dann anfangs offen Richtung Süden zur Papenreye und mündet dort in ein R-Siel.
Der Zweite Teil beginnt am Mechthildeweg, verläuft durch ein Rückhaltebecken und mündet an der Straße Bekstück in ein R-Siel.